# 維爾加河 (克拉科夫)
50°02′39″N 19°56′28″E / 50.0443°N 19.9412°E

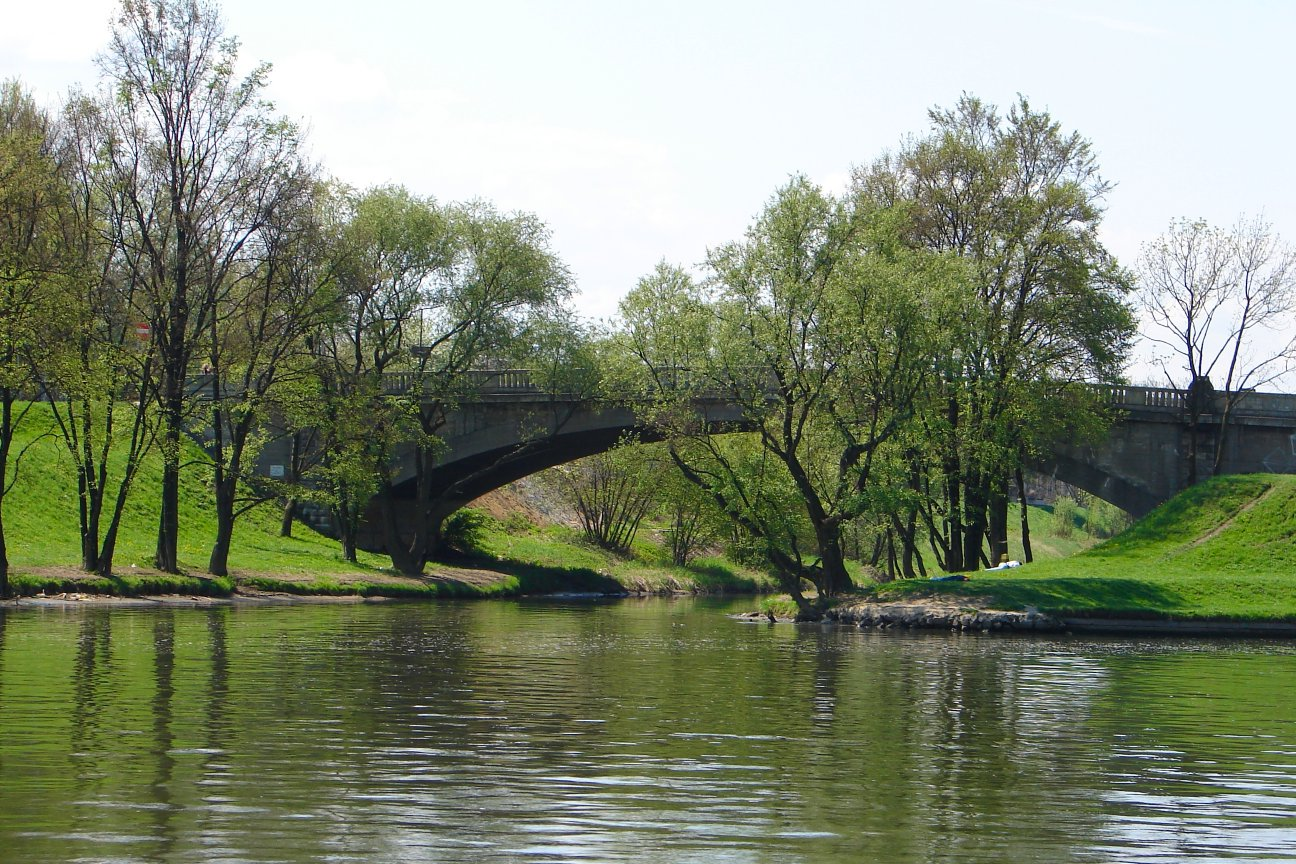

維爾加河是波蘭的河流，位於該國東南部，處於小波蘭省，屬於維斯瓦河的右支流，河道全長25公里，流域面積101平方公里，河口處在克拉科夫。